# Biserica reformată din Iernut
Biserica reformată din Iernut (în maghiară Radnóti református templom) este un monument istoric aflat pe teritoriul orașului Iernut. În Repertoriul Arheologic Național, monumentul apare cu codul 117836.14.01, 117836.14.02.

## Istoric
Biserica reformată,  edificată în stil gotic între 1486-1593, este cea mai veche construcție din Iernut. Fondurile necesare realizării edificiului au fost donate de familia Bogáthi. Inițial, lăcașul de cult a servit romano-catolicii, dar la mijlocul secolului al XVI-lea când Reforma Protestantă a ajuns în meleagurile mureșene, locuitorii orașului au devenit unitarieni. În anul 1621 episcopul unitarian de Cluj a ținut sinod în biserică. Sub domnia principelui Gheorghe Rákóczi al II-lea, stăpânul castelului din localitate, locuitorii împreună cu biserica au trecut la religia reformată.
Corul bisericii, având o boltă pe ogive, specifică stilului gotic, precum și ferestre cu deschideri în arc frânt, face parte probabil din prima etapă de construcție. Sub cor se cunoaște existența unei cripte a cărei intrare a fost zidită cu ocazia unor renovări mai recente. Arcul de triumf care desparte corul de restul bisericii are o deschidere în arc frânt, nu foarte amplă în raport cu dimensiunile interiorului.
Biserica este alcătuit dintr-o singură navă, acoperită de cu o boltă semicirculară și având pe latura de vest, deasupra intrării un balcon susținut de doi stâlpi simpli, adăugat abia în anul 1936. Latura sudică a bisericii păstrează un ancadrament în stil renascentist târziu. Anul 1593, înscris pe frontonul acestuia, de-o parte și de alta blazonului, ar putea fi luat ca punct de reper pentru o a doua etapă de construcție, când biserica este mărită din grija nobilului Ferencz Kendy.
La exterior s-a adoptat sistemul de susținere specific stilului gotic, bazat pe contraforturi.
Turnul a fost ridicat în anul 1909 și se încadrează stilului neogotic. Partea superioară a acestuia este decorată cu brâuri de cărămidă care urmăresc muchiile turnului sau conturul ferestrelor. În curtea bisericii se găsesc pietre funerare cu blazoanele unor familii nobiliare sculptate în relief.